# 水世界
水世界（英語：Water Country USA）是一個以水為主題的主題樂園，位於美國維吉尼亞州的威廉斯堡。這是中大西洋州份最大的水上樂園，它有不少娛樂、商店和餐館，更有50年代或60年代的衝浪題材。

## 滑水梯
- Atomic Breakers：一系列的滑水梯和飛濺水池
- Lemon Drop：黃色的滑水梯
- Meltdown：水上樂園中最快速和最陡峭的
- Nitro Racer：有八條滑水梯
- Peppermint Twist：紫色的180度滑水梯
- Rampage：滑行75英尺

## 外部連結
- Water Country USA